# Olavius albidoides
Olavius albidoides är en ringmaskart som beskrevs av Erséus 1997. Olavius albidoides ingår i släktet Olavius och familjen glattmaskar. Inga underarter finns listade i Catalogue of Life.